# Llista de traspassos de clubs de futbol de primera divisió espanyola al mercat d'estiu de 2021
La següent és una llista de traspassos de clubs de la primera divisió espanyola de futbol al mercat d'estiu previ a la temporada 2021-22.
La finestra de mercat d'estiu es va obrir l'1 de juliol de 2021; tot i que alguns fitxatges es van anunciar abans d'aquesta data, els jugadors traspassats no formarien part del nou equip fins a aquesta data. La finestra es tancava la mitjanit del 2 de setembre de 2021. Els jugadors sense club poden fitxar per un club en qualsevol moment, encara que sigui fora de la finestra de mercat. Els clubs per sota de la primera divisió poden cotnractar jugadors cedits en qualsevol moment. En cas de necessitat, els clubs poden contractar un porter amb una cessió d'emergència, si tots els altres no estiguessin disponibles.

## Alavés
Entrenador:  Javier Calleja (2a temporada)

### Entrades
| Data           | Jugador             | Procedència          | Tipus           | Preu            | Ref    |
| -------------- | ------------------- | -------------------- | --------------- | --------------- | ------ |
| 30 juny 2021   | Saúl García         | Sporting de Gijón    | Torna de cessió | Torna de cessió | [ 2 ]  |
| 30 juny 2021   | Carlos Isaac        | Albacete Balompié    | Torna de cessió | Torna de cessió | [ 3 ]  |
| 30 juny 2021   | Javi Muñoz          | CD Mirandés          | Torna de cessió | Torna de cessió | [ 4 ]  |
| 30 juny 2021   | Rafa Navarro        | Istra 1961           | Torna de cessió | Torna de cessió | [ 5 ]  |
| 30 juny 2021   | Fabrice Ondoa       | Istra 1961           | Torna de cessió | Torna de cessió | [ 6 ]  |
| 30 juny 2021   | José Luis Rodríguez | CD Lugo              | Torna de cessió | Torna de cessió | [ 7 ]  |
| 1 juliol 2021  | Toni Moya           | Atlètic de Madrid B  | Traspàs         | Lliure          | [ 8 ]  |
| 8 juliol 2021  | Taichi Hara         | Istra 1961           | Traspàs         | No revelat      | [ 9 ]  |
| 9 juliol 2021  | Manu García         | Sporting de Gijón    | Cessió          | Cessió          | [ 10 ] |
| 10 juliol 2021 | Iván Martín         | Vila-real CF         | Cessió          | Cessió          | [ 11 ] |
| 22 juliol 2021 | Florian Lejeune     | Newcastle United FC  | Traspàs         | No revelat      | [ 12 ] |
| 23 juliol 2021 | Mamadou Loum        | FC Porto             | Cessió          | Cessió          | [ 13 ] |
| 5 agost 2021   | Facundo Pellistri   | Manchester United FC | Cessió          | Cessió          | [ 14 ] |
| 20 agost 2021  | Matt Miazga         | Chelsea FC           | Cessió          | Cessió          | [ 15 ] |
| 20 agost 2021  | Mamadou Sylla       | Girona FC            | Traspàs         | No revelat      | [ 16 ] |
| 23 agost 2021  | Miguel de la Fuente | Reial Valladolid     | Traspàs         | No revelat      | [ 17 ] |

### Sortides
| Data           | Jugador             | A                    | Tipus                 | Preu            | Ref           |
| -------------- | ------------------- | -------------------- | --------------------- | --------------- | ------------- |
| 30 juny 2021   | Rodrigo Battaglia   | Sporting CP          | Torna de cessió       | Torna de cessió | [ 18 ]        |
| 30 juny 2021   | Iñigo Córdoba       | Athletic Club        | Torna de cessió       | Torna de cessió | [ 19 ]        |
| 30 juny 2021   | Deyverson           | Palmeiras            | Torna de cessió       | Torna de cessió | [ 20 ]        |
| 30 juny 2021   | Manu García         | Sense equip          | Traspàs               | Lliure          | [ 21 ]        |
| 30 juny 2021   | Florian Lejeune     | Newcastle United FC  | Torna de cessió       | Torna de cessió | [ 22 ]        |
| 30 juny 2021   | Facundo Pellistri   | Manchester United FC | Torna de cessió       | Torna de cessió | [ 23 ]        |
| 1 juliol 2021  | Ramón Miérez        | NK Osijek            | Clàusula de rescissió | €2.5M           | [ 24 ]        |
| 1 juliol 2021  | Olivier Verdon      | Ludogorets Razgrad   | Clàusula de rescissió | €1M             | [ 25 ]        |
| 30 juliol 2021 | José Luis Rodríguez | Sporting de Gijón    | Cessió                | Cessió          | [ 26 ]        |
| 5 agost 2021   | Borja Sainz         | Reial Saragossa      | Cessió                | Cessió          | [ 27 ]        |
| 18 agost 2021  | Abdallahi Mahmoud   | Istra 1961           | Cessió                | Cessió          | [ 28 ]        |
| 23 agost 2021  | Taichi Hara         | Sint-Truiden         | Cessió                | Cessió          | [ 29 ]        |
| 25 agost 2021  | Carlos Isaac        | Reial Oviedo         | Cessió                | Cessió          | [ 30 ]        |
| 31 agost 2021  | Pepe Blanco         | Descartat            | Descartat             | Descartat       | [ 31 ]        |
| 31 agost 2021  | Lucas Pérez         | Elx CF               | Traspàs               | Lliure          | [ 32 ] [ 33 ] |

## Athletic Club
Entrenador:  Marcelino (2a temporada)

### Entrades
| Data          | Jugador          | Procedència      | Tipus           | Preu            | Ref    |
| ------------- | ---------------- | ---------------- | --------------- | --------------- | ------ |
| 30 juny 2021  | Iñigo Córdoba    | Alavés           | Torna de cessió | Torna de cessió | [ 19 ] |
| 30 juny 2021  | Kenan Kodro      | Reial Valladolid | Torna de cessió | Torna de cessió | [ 34 ] |
| 30 juny 2021  | Daniel Vivian    | CD Mirandés      | Torna de cessió | Torna de cessió | [ 35 ] |
| 1 juliol 2021 | Álex Petxarroman | Reial Societat B | Traspàs         | Lliure          | [ 36 ] |

### Sortides
| Data           | Jugador                  | A               | Tipus     | Preu       | Ref           |
| -------------- | ------------------------ | --------------- | --------- | ---------- | ------------- |
| 1 juliol 2021  | Imanol García de Albéniz | CD Mirandés     | Cessió    | Cessió     | [ 37 ]        |
| 1 juliol 2021  | Iñigo Vicente            | CD Mirandés     | Cessió    | Cessió     | [ 37 ]        |
| 16 juliol 2021 | Ibai Gómez               | Descartat       | Descartat | Descartat  | [ 38 ]        |
| 24 agost 2021  | Kenan Kodro              | Fehérvár        | Traspàs   | Lliure     | [ 39 ] [ 40 ] |
| 31 agost 2021  | Iñigo Córdoba            | Go Ahead Eagles | Cessió    | Cessió     | [ 41 ]        |
| 31 agost 2021  | Unai López               | Rayo Vallecano  | Traspàs   | No revelat | [ 42 ]        |

## Atlético de Madrid
Entrenador:  Diego Simeone (11a temporada)

### Entrades
| Data            | Jugador           | Procedència       | Tipus           | Preu            | Ref    |
| --------------- | ----------------- | ----------------- | --------------- | --------------- | ------ |
| 30 juny 2021    | Santiago Arias    | Bayer Leverkusen  | Torna de cessió | Torna de cessió | [ 43 ] |
| 30 juny 2021    | Diego Conde       | CD Leganés        | Torna de cessió | Torna de cessió | [ 44 ] |
| 30 juny 2021    | Nicolás Ibáñez    | Atlético San Luis | Torna de cessió | Torna de cessió | [ 45 ] |
| 30 juny 2021    | Víctor Mollejo    | RCD Mallorca      | Torna de cessió | Torna de cessió | [ 46 ] |
| 30 juny 2021    | Francisco Montero | Beşiktaş JK       | Torna de cessió | Torna de cessió | [ 47 ] |
| 30 juny 2021    | Nehuén Pérez      | Granada CF        | Torna de cessió | Torna de cessió | [ 48 ] |
| 30 juny 2021    | Darío Poveda      | Getafe CF         | Torna de cessió | Torna de cessió | [ 49 ] |
| 30 juny 2021    | Rodrigo Riquelme  | AFC Bournemouth   | Torna de cessió | Torna de cessió | [ 50 ] |
| 30 juny 2021    | Manu Sánchez      | CA Osasuna        | Torna de cessió | Torna de cessió | [ 51 ] |
| 30 juny 2021    | Ivan Šaponjić     | Cadis CF          | Torna de cessió | Torna de cessió | [ 52 ] |
| 30 juny 2021    | Axel Werner       | Atlético San Luis | Torna de cessió | Torna de cessió | [ 53 ] |
| 5 juliol 2021   | Marcos Paulo      | Fluminense FC     | Traspàs         | Lliure          | [ 54 ] |
| 12 juliol 2021  | Rodrigo De Paul   | Udinese Calcio    | Traspàs         | No revelat      | [ 55 ] |
| 25 agost 2021   | Matheus Cunha     | Hertha BSC        | Traspàs         | €28M            | [ 56 ] |
| 1 setembre 2021 | Antoine Griezmann | FC Barcelona      | Cessió          | Cessió          | [ 57 ] |

### Sortides
| Data          | Jugador        | A                | Tipus           | Preu            | Ref    |
| ------------- | -------------- | ---------------- | --------------- | --------------- | ------ |
| 30 juny 2021  | Moussa Dembélé | Olympique de Lió | Torna de cessió | Torna de cessió | [ 58 ] |
| 30 juny 2021  | Lucas Torreira | Arsenal FC       | Torna de cessió | Torna de cessió | [ 59 ] |
| 1 juliol 2021 | Nicolás Ibáñez | CF Pachuca       | Traspàs         | No revelat      | [ 60 ] |
| 1 juliol 2021 | Álvaro Morata  | Juventus FC      | Cessió          | Cessió          | [ 61 ] |
| 5 juliol 2021 | Vitolo         | Getafe CF        | Cessió          | Cessió          | [ 62 ] |
| 19 agost 2021 | Ivo Grbić      | Lille OSC        | Cessió          | Cessió          | [ 63 ] |
| 24 agost 2021 | Marcos Paulo   | FC Famalicão     | Cessió          | Cessió          | [ 64 ] |
| 28 agost 2021 | Nehuén Pérez   | Udinese Calcio   | Cessió          | Cessió          | [ 65 ] |
| 30 agost 2021 | Santiago Arias | Granada CF       | Cessió          | Cessió          | [ 66 ] |
| 31 agost 2021 | Saúl           | Chelsea FC       | Cessió          | Cessió          | [ 67 ] |

## FC Barcelona
Entrenador:  Ronald Koeman (2a temporada)

### Entrades
| Data          | Jugador           | Procedència        | Tipus           | Preu            | Ref    |
| ------------- | ----------------- | ------------------ | --------------- | --------------- | ------ |
| 30 juny 2021  | Jean-Clair Todibo | OGC Nice           | Torna de cessió | Torna de cessió | [ 68 ] |
| 30 juny 2021  | Moussa Wagué      | PAOK Salònica FC   | Torna de cessió | Torna de cessió | [ 69 ] |
| 1 juliol 2021 | Sergio Agüero     | Manchester City FC | Traspàs         | Lliure          | [ 70 ] |
| 1 juliol 2021 | Emerson           | Reial Betis        | Traspàs         | €9M             | [ 71 ] |
| 1 juliol 2021 | Eric García       | Manchester City FC | Traspàs         | Lliure          | [ 72 ] |
| 1 juliol 2021 | Memphis Depay     | Olympique de Lió   | Traspàs         | Lliure          | [ 73 ] |

### Sortides
| Data            | Jugador             | A                          | Tipus                 | Preu       | Ref    |
| --------------- | ------------------- | -------------------------- | --------------------- | ---------- | ------ |
| 1 juliol 2021   | Konrad de la Fuente | Olympique de Marsella      | Traspàs               | €3M        | [ 74 ] |
| 1 juliol 2021   | Juan Miranda        | Reial Betis                | Clàusula de rescissió | Lliure     | [ 75 ] |
| 1 juliol 2021   | Jean-Clair Todibo   | OGC Nice                   | Traspàs               | €8.5M      | [ 76 ] |
| 4 juliol 2021   | Francisco Trincão   | Wolverhampton Wanderers FC | Cessió                | Cessió     | [ 77 ] |
| 6 juliol 2021   | Junior Firpo        | Leeds United FC            | Traspàs               | €15M       | [ 78 ] |
| 10 juliol 2021  | Carles Aleñá        | Getafe CF                  | Traspàs               | No revelat | [ 79 ] |
| 10 agost 2021   | Lionel Messi        | Paris Saint-Germain FC     | Traspàs               | Lliure     | [ 80 ] |
| 31 agost 2021   | Rey Manaj           | Spezia Calcio              | Cessió                | Cessió     | [ 81 ] |
| 31 agost 2021   | Emerson Royal       | Tottenham Hotspur FC       | Traspàs               | £25.8M     | [ 82 ] |
| 1 setembre 2021 | Antoine Griezmann   | Atlètic de Madrid          | Cessió                | Cessió     | [ 57 ] |

1. ↑  El preu podria arribar a ascendir fins a €15.5M

## Cadis
Entrenador:  Álvaro Cervera (7a temporada)

### Entrades
| Data          | Jugador            | Procedència               | Tipus                 | Preu            | Ref    |
| ------------- | ------------------ | ------------------------- | --------------------- | --------------- | ------ |
| 30 juny 2021  | Álvaro Giménez     | RCD Mallorca              | Torna de cessió       | Torna de cessió | [ 83 ] |
| 30 juny 2021  | Sergio González    | CD Tenerife               | Torna de cessió       | Torna de cessió | [ 84 ] |
| 30 juny 2021  | Matos              | Màlaga CF                 | Torna de cessió       | Torna de cessió | [ 85 ] |
| 30 juny 2021  | Nano Mesa          | UD Logroñés               | Torna de cessió       | Torna de cessió | [ 86 ] |
| 30 juny 2021  | Gaspar Panadero    | SD Ponferradina           | Torna de cessió       | Torna de cessió | [ 87 ] |
| 30 juny 2021  | Caye Quintana      | Màlaga CF                 | Torna de cessió       | Torna de cessió | [ 88 ] |
| 30 juny 2021  | Jean-Pierre Rhyner | FC Emmen                  | Torna de cessió       | Torna de cessió | [ 89 ] |
| 30 juny 2021  | Daniel Sotres      | CF Rayo Majadahonda       | Torna de cessió       | Torna de cessió | [ 90 ] |
| 1 juliol 2021 | Tomás Alarcón      | CD O'Higgins              | Traspàs               | €1.8M           | [ 91 ] |
| 1 juliol 2021 | Varazdat Haroian   | Astana                    | Traspàs               | Lliure          | [ 92 ] |
| 1 juliol 2021 | Jeremías Ledesma   | Rosario Central           | Clàusula de rescissió | €1.8M           | [ 93 ] |
| 23 agost 2021 | Florin Andone      | Brighton & Hove Albion FC | Cessió                | Cessió          | [ 94 ] |

### Sortides
| Data          | Jugador           | A                   | Tipus           | Preu            | Ref     |
| ------------- | ----------------- | ------------------- | --------------- | --------------- | ------- |
| 20 maig 2021  | Augusto Fernández | Retirat             | Retirat         | Retirat         | [ 95 ]  |
| 30 juny 2021  | Jairo Izquierdo   | Girona FC           | Torna de cessió | Torna de cessió | [ 96 ]  |
| 30 juny 2021  | Ivan Šaponjić     | Atlètic de Madrid   | Torna de cessió | Torna de cessió | [ 52 ]  |
| 30 juny 2021  | Rubén Sobrino     | València CF         | Torna de cessió | Torna de cessió | [ 97 ]  |
| 1 juliol 2021 | David Mayoral     | CD Lugo             | Cessió          | Cessió          | [ 98 ]  |
| 1 juliol 2021 | Daniel Sotres     | CF Rayo Majadahonda | Traspàs         | No revelat      | [ 99 ]  |
| 4 agost 2021  | Gaspar Panadero   | Qarabağ             | Traspàs         | No revelat      | [ 100 ] |

## Celta de Vigo
Entrenador:  Eduardo Coudet (2a temporada)

### Entrades
| Data          | Jugador           | Procedència             | Tipus           | Preu            | Ref     |
| ------------- | ----------------- | ----------------------- | --------------- | --------------- | ------- |
| 30 juny 2021  | Gabriel Fernández | Reial Saragossa         | Torna de cessió | Torna de cessió | [ 101 ] |
| 30 juny 2021  | Juan Hernández    | CE Sabadell             | Torna de cessió | Torna de cessió | [ 102 ] |
| 30 juny 2021  | Okay Yokuşlu      | West Bromwich Albion FC | Torna de cessió | Torna de cessió | [ 103 ] |
| 5 juliol 2021 | Franco Cervi      | SL Benfica              | Traspàs         | No revelat      | [ 104 ] |
| 8 juliol 2021 | Matías Dituro     | Universidad Católica    | Cessió          | Cessió          | [ 105 ] |
| 31 agost 2021 | Jeison Murillo    | UC Sampdoria            | Cessió          | Cessió          | [ 106 ] |

### Sortides
| Data          | Jugador        | A            | Tipus                 | Preu            | Ref     |
| ------------- | -------------- | ------------ | --------------------- | --------------- | ------- |
| 20 maig 2021  | Sergio Álvarez | Retirat      | Retirat               | Retirat         | [ 107 ] |
| 30 juny 2021  | Aarón Martín   | Mainz 05     | Torna de cessió       | Torna de cessió | [ 108 ] |
| 30 juny 2021  | Jeison Murillo | UC Sampdoria | Torna de cessió       | Torna de cessió | [ 109 ] |
| 30 juny 2021  | Jorge Sáenz    | València CF  | Torna de cessió       | Torna de cessió | [ 110 ] |
| 1 juliol 2021 | Jozabed        | Màlaga CF    | Clàusula de rescissió | Lliure          | [ 111 ] |
| 1 juliol 2021 | Álvaro Vadillo | RCD Espanyol | Clàusula de rescissió | €1.8M           | [ 112 ] |

## Elx
Entrenador:  Fran Escribá (2a temporada)

### Entrades
| Data           | Jugador         | Procedència           | Tipus                 | Preu            | Ref           |
| -------------- | --------------- | --------------------- | --------------------- | --------------- | ------------- |
| 30 juny 2021   | Ramon Folch     | CD Tenerife           | Torna de cessió       | Torna de cessió | [ 113 ]       |
| 1 juliol 2021  | Lucas Boyé      | Torino FC             | Clàusula de rescissió | €2M             | [ 114 ]       |
| 1 juliol 2021  | Iván Marcone    | Boca Juniors          | Clàusula de rescissió | €3.8M           | [ 115 ]       |
| 7 juliol 2021  | Pedro Bigas     | SD Eibar              | Traspàs               | No revelat      | [ 116 ]       |
| 9 juliol 2021  | Enzo Roco       | Fatih Karagümrük      | Traspàs               | No revelat      | [ 117 ]       |
| 12 juliol 2021 | Kiko Casilla    | Leeds United FC       | Cessió                | Cessió          | [ 118 ]       |
| 20 agost 2021  | Darío Benedetto | Olympique de Marsella | Cessió                | Cessió          | [ 119 ]       |
| 31 agost 2021  | Lucas Pérez     | Alavés                | Traspàs               | Lliure          | [ 32 ] [ 33 ] |

### Sortides
| Data         | Jugador         | A                      | Tipus           | Preu            | Ref     |
| ------------ | --------------- | ---------------------- | --------------- | --------------- | ------- |
| 9 juny 2021  | Nino            | Retirat                | Retirat         | Retirat         | [ 120 ] |
| 30 juny 2021 | Paulo Gazzaniga | Tottenham Hotspur FC   | Torna de cessió | Torna de cessió | [ 121 ] |
| 30 juny 2021 | Johan Mojica    | Girona FC              | Torna de cessió | Torna de cessió | [ 122 ] |
| 30 juny 2021 | Emiliano Rigoni | Zenit Saint Petersburg | Torna de cessió | Torna de cessió | [ 123 ] |

## Espanyol
Entrenador:  Vicente Moreno (2a temporada)

### Entrades
| Data          | Jugador        | Procedència        | Tipus                 | Preu            | Ref     |
| ------------- | -------------- | ------------------ | --------------------- | --------------- | ------- |
| 30 juny 2021  | Víctor Gómez   | CD Mirandés        | Torna de cessió       | Torna de cessió | [ 124 ] |
| 30 juny 2021  | Moha           | CD Mirandés        | Torna de cessió       | Torna de cessió | [ 125 ] |
| 1 juliol 2021 | Landry Dimata  | RSC Anderlecht     | Clàusula de rescissió | €2.2M           | [ 112 ] |
| 1 juliol 2021 | Miguelón       | Vila-real CF       | Clàusula de rescissió | €500K           | [ 112 ] |
| 1 juliol 2021 | Álvaro Vadillo | Celta de Vigo      | Clàusula de rescissió | €1.8M           | [ 112 ] |
| 31 agost 2021 | Yangel Herrera | Manchester City FC | Cessió                | Cessió          | [ 126 ] |

### Sortides
| Data           | Jugador      | A        | Tipus   | Preu       | Ref     |
| -------------- | ------------ | -------- | ------- | ---------- | ------- |
| 28 juliol 2021 | Álvaro Martí | US Lecce | Traspàs | No revelat | [ 127 ] |

## Getafe
Entrenador:  Míchel (1a temporada)

### Entrades
| Data           | Jugador          | Procedència           | Tipus           | Preu            | Ref     |
| -------------- | ---------------- | --------------------- | --------------- | --------------- | ------- |
| 30 juny 2021   | Hugo Duro        | Reial Madrid Castella | Torna de cessió | Torna de cessió | [ 128 ] |
| 30 juny 2021   | Jack Harper      | Vila-real CF B        | Torna de cessió | Torna de cessió | [ 129 ] |
| 30 juny 2021   | Ignasi Miquel    | CD Leganés            | Torna de cessió | Torna de cessió | [ 130 ] |
| 5 juliol 2021  | José Juan Macías | Guadalajara           | Cessió          | Cessió          | [ 131 ] |
| 5 juliol 2021  | Vitolo           | Atlètic de Madrid     | Cessió          | Cessió          | [ 62 ]  |
| 6 juliol 2021  | Stefan Mitrović  | Strasbourg            | Traspàs         | No revelat      | [ 132 ] |
| 10 juliol 2021 | Carles Aleñá     | FC Barcelona          | Traspàs         | No revelat      | [ 79 ]  |
| 20 agost 2021  | Jakub Jankto     | UC Sampdoria          | Traspàs         | No revelat      | [ 133 ] |
| 31 agost 2021  | Florentino       | SL Benfica            | Cessió          | Cessió          | [ 134 ] |

### Sortides
| Data          | Jugador         | A                         | Tipus           | Preu            | Ref     |
| ------------- | --------------- | ------------------------- | --------------- | --------------- | ------- |
| 30 juny 2021  | Carles Aleñá    | FC Barcelona              | Torna de cessió | Torna de cessió | [ 79 ]  |
| 30 juny 2021  | Sofian Chakla   | Vila-real CF              | Torna de cessió | Torna de cessió | [ 135 ] |
| 30 juny 2021  | Cucho Hernández | Watford FC                | Torna de cessió | Torna de cessió | [ 136 ] |
| 30 juny 2021  | Takefusa Kubo   | Reial Madrid              | Torna de cessió | Torna de cessió | [ 137 ] |
| 30 juny 2021  | Amath Ndiaye    | RCD Mallorca              | Traspàs         | No revelat      | [ 138 ] |
| 30 juny 2021  | Darío Poveda    | Atlètic de Madrid         | Torna de cessió | Torna de cessió | [ 49 ]  |
| 2 juliol 2021 | Ángel Rodríguez | RCD Mallorca              | Traspàs         | Lliure          | [ 139 ] |
| 31 agost 2021 | Marc Cucurella  | Brighton & Hove Albion FC | Traspàs         | £15.4M          | [ 140 ] |

## Granada
Entrenador:  Robert Moreno (1a temporada)

### Entrades
| Data           | Jugador        | Procedència       | Tipus           | Preu            | Ref     |
| -------------- | -------------- | ----------------- | --------------- | --------------- | ------- |
| 30 juny 2021   | Antoñín        | Rayo Vallecano    | Torna de cessió | Torna de cessió | [ 141 ] |
| 30 juny 2021   | Ramon Azeez    | FC Cartagena      | Torna de cessió | Torna de cessió | [ 142 ] |
| 13 juliol 2021 | Carlos Bacca   | Vila-real CF      | Traspàs         | Lliure          | [ 143 ] |
| 30 agost 2021  | Santiago Arias | Atlètic de Madrid | Cessió          | Cessió          | [ 66 ]  |

### Sortides
| Data          | Jugador         | A                  | Tipus           | Preu            | Ref     |
| ------------- | --------------- | ------------------ | --------------- | --------------- | ------- |
| 30 juny 2021  | Yangel Herrera  | Manchester City FC | Torna de cessió | Torna de cessió | [ 144 ] |
| 30 juny 2021  | Kenedy          | Chelsea FC         | Torna de cessió | Torna de cessió | [ 145 ] |
| 30 juny 2021  | Nehuén Pérez    | Atlètic de Madrid  | Torna de cessió | Torna de cessió | [ 48 ]  |
| 30 juny 2021  | Domingos Quina  | Watford FC         | Torna de cessió | Torna de cessió | [ 146 ] |
| 30 juny 2021  | Jesús Vallejo   | Reial Madrid       | Torna de cessió | Torna de cessió | [ 147 ] |
| 1 juliol 2021 | Rui Silva       | Reial Betis        | Traspàs         | Lliure          | [ 148 ] |
| 1 juliol 2021 | Roberto Soldado | Llevant UE         | Traspàs         | €500k           | [ 149 ] |
| 30 agost 2021 | Adrián Marín    | FC Famalicão       | Cessió          | Cessió          | [ 150 ] |

## Llevant
Entrenador:  Paco López (5a temporada)

### Entrades
| Data          | Jugador         | Procedència       | Tipus           | Preu            | Ref     |
| ------------- | --------------- | ----------------- | --------------- | --------------- | ------- |
| 30 juny 2021  | Hernâni         | Al Wehda          | Torna de cessió | Torna de cessió | [ 151 ] |
| 30 juny 2021  | Pablo Martínez  | CD Mirandés       | Torna de cessió | Torna de cessió | [ 152 ] |
| 30 juny 2021  | Arturo Molina   | CE Castelló       | Torna de cessió | Torna de cessió | [ 153 ] |
| 30 juny 2021  | Pepelu          | Vitória Guimarães | Torna de cessió | Torna de cessió | [ 154 ] |
| 30 juny 2021  | Koke Vegas      | RCD Mallorca      | Torna de cessió | Torna de cessió | [ 155 ] |
| 1 juliol 2021 | Roberto Soldado | Granada CF        | Traspàs         | Lliure          | [ 149 ] |
| 2 juliol 2021 | Enric Franquesa | Vila-real CF      | Traspàs         | No revelat      | [ 156 ] |

### Sortides
| Data | Jugador | A | Tipus | Preu | Ref |
| ---- | ------- | - | ----- | ---- | --- |

## Mallorca
Entrenador:  Luis García (2a temporada)

### Entrades
| Data          | Jugador         | Procedència       | Tipus           | Preu            | Ref     |
| ------------- | --------------- | ----------------- | --------------- | --------------- | ------- |
| 30 juny 2021  | Álex Alegría    | Reial Saragossa   | Torna de cessió | Torna de cessió | [ 157 ] |
| 30 juny 2021  | Josep Señé      | CE Castelló       | Torna de cessió | Torna de cessió | [ 158 ] |
| 30 juny 2021  | Amath Ndiaye    | Getafe CF         | Traspàs         | No revelat      | [ 138 ] |
| 30 juny 2021  | Stoítxkov       | CE Sabadell       | Torna de cessió | Torna de cessió | [ 159 ] |
| 30 juny 2021  | Pablo Valcarce  | SD Ponferradina   | Torna de cessió | Torna de cessió | [ 160 ] |
| 30 juny 2021  | Igor Zlatanović | CE Castelló       | Torna de cessió | Torna de cessió | [ 161 ] |
| 2 juliol 2021 | Ángel Rodríguez | Getafe CF         | Traspàs         | Lliure          | [ 139 ] |
| 6 juliol 2021 | Dominik Greif   | Slovan Bratislava | Traspàs         | No revelat      | [ 162 ] |
| 7 juliol 2021 | Jaume Costa     | Vila-real CF      | Traspàs         | Lliure          | [ 163 ] |
| 7 juliol 2021 | Pablo Maffeo    | Stuttgart         | Cessió          | Cessió          | [ 164 ] |

### Sortides
| Data          | Jugador        | A                   | Tipus                 | Preu            | Ref     |
| ------------- | -------------- | ------------------- | --------------------- | --------------- | ------- |
| 30 juny 2021  | Marc Cardona   | CA Osasuna          | Torna de cessió       | Torna de cessió | [ 165 ] |
| 30 juny 2021  | Álvaro Giménez | Cadis CF            | Torna de cessió       | Torna de cessió | [ 83 ]  |
| 30 juny 2021  | Víctor Mollejo | Atlètic de Madrid   | Torna de cessió       | Torna de cessió | [ 46 ]  |
| 30 juny 2021  | Murilo         | SC Braga            | Torna de cessió       | Torna de cessió | [ 166 ] |
| 30 juny 2021  | Koke Vegas     | Llevant UE          | Torna de cessió       | Torna de cessió | [ 155 ] |
| 1 juliol 2021 | Ante Budimir   | CA Osasuna          | Clàusula de rescissió | €8M             | [ 167 ] |
| 1 juliol 2021 | Miquel Parera  | Racing de Santander | Traspàs               | Lliure          | [ 168 ] |
| 19 agost 2021 | Luka Romero    | SS Lazio            | Traspàs               | No revelat      | [ 169 ] |

## Osasuna
Entrenador:  Jagoba Arrasate (4a temporada)

### Entrades
| Data          | Jugador       | Procedència  | Tipus                 | Preu            | Ref     |
| ------------- | ------------- | ------------ | --------------------- | --------------- | ------- |
| 30 juny 2021  | Iván Barbero  | AD Alcorcón  | Torna de cessió       | Torna de cessió | [ 170 ] |
| 30 juny 2021  | Brandon       | CD Leganés   | Torna de cessió       | Torna de cessió | [ 171 ] |
| 30 juny 2021  | Marc Cardona  | RCD Mallorca | Torna de cessió       | Torna de cessió | [ 165 ] |
| 30 juny 2021  | Jaume Grau    | CD Tondela   | Torna de cessió       | Torna de cessió | [ 172 ] |
| 30 juny 2021  | Robert Ibáñez | CD Leganés   | Torna de cessió       | Torna de cessió | [ 173 ] |
| 1 juliol 2021 | Ante Budimir  | RCD Mallorca | Clàusula de rescissió | €8M             | [ 167 ] |
| 1 juliol 2021 | Kike          | SD Eibar     | Traspàs               | Lliure          | [ 174 ] |
| 5 juliol 2021 | Cote          | SD Eibar     | Traspàs               | Lliure          | [ 175 ] |
| 5 juliol 2021 | Jonás Ramalho | Girona FC    | Traspàs               | €700k           | [ 176 ] |

### Sortides
| Data           | Jugador          | A                   | Tipus           | Preu            | Ref     |
| -------------- | ---------------- | ------------------- | --------------- | --------------- | ------- |
| 30 juny 2021   | Jonathan Calleri | Deportivo Maldonado | Torna de cessió | Torna de cessió | [ 177 ] |
| 30 juny 2021   | Jony             | SS Lazio            | Torna de cessió | Torna de cessió | [ 178 ] |
| 30 juny 2021   | Jonás Ramalho    | Girona FC           | Torna de cessió | Torna de cessió | [ 179 ] |
| 30 juny 2021   | Manu Sánchez     | Atlètic de Madrid   | Torna de cessió | Torna de cessió | [ 51 ]  |
| 1 juliol 2021  | Iván Martínez    | CE Castelló         | Cessió          | Cessió          | [ 180 ] |
| 1 juliol 2021  | Rubén Martínez   | AEK Làrnaca         | Traspàs         | Lliure          | [ 181 ] |
| 15 juliol 2021 | Jorge Herrando   | UD Logroñés         | Cessió          | Cessió          | [ 182 ] |
| 30 juliol 2021 | Marc Cardona     | Go Ahead Eagles     | Cessió          | Cessió          | [ 183 ] |

## Rayo Vallecano
Entrenador:  Andoni Iraola (2a temporada)

### Entrades
| Data           | Jugador       | Procedència           | Tipus           | Preu            | Ref     |
| -------------- | ------------- | --------------------- | --------------- | --------------- | ------- |
| 30 juny 2021   | Sergio Moreno | CD Mirandés           | Torna de cessió | Torna de cessió | [ 184 ] |
| 13 juliol 2021 | Fran García   | Reial Madrid Castella | Traspàs         | No revelat      | [ 185 ] |
| 14 juliol 2021 | Iván Balliu   | UD Almería            | Traspàs         | Lliure          | [ 186 ] |
| 31 agost 2021  | Unai López    | Athletic Club         | Traspàs         | No revelat      | [ 42 ]  |

### Sortides
| Data         | Jugador     | A                     | Tipus           | Preu            | Ref     |
| ------------ | ----------- | --------------------- | --------------- | --------------- | ------- |
| 30 juny 2021 | Antoñín     | Granada CF            | Torna de cessió | Torna de cessió | [ 141 ] |
| 30 juny 2021 | Fran García | Reial Madrid Castella | Torna de cessió | Torna de cessió | [ 187 ] |
| 30 juny 2021 | Iván Martos | UD Almería            | Torna de cessió | Torna de cessió | [ 188 ] |

## Reial Betis
Entrenador:  Manuel Pellegrini (2a temporada)

### Entrades
| Data          | Jugador         | Procedència             | Tipus                 | Preu            | Ref     |
| ------------- | --------------- | ----------------------- | --------------------- | --------------- | ------- |
| 30 juny 2021  | Edgar González  | Reial Oviedo            | Torna de cessió       | Torna de cessió | [ 189 ] |
| 30 juny 2021  | Rober           | UD Las Palmas           | Torna de cessió       | Torna de cessió | [ 190 ] |
| 1 juliol 2021 | Juan Miranda    | FC Barcelona            | Clàusula de rescissió | Lliure          | [ 75 ]  |
| 1 juliol 2021 | Youssouf Sabaly | FC Girondins de Bordeus | Traspàs               | Lliure          | [ 191 ] |
| 1 juliol 2021 | Rui Silva       | Granada CF              | Traspàs               | Lliure          | [ 148 ] |
| 1 juliol 2021 | Marc Vidal      | Vila-real CF B          | Traspàs               | No revelat      | [ 192 ] |
| 19 agost 2021 | Germán Pezzella | ACF Fiorentina          | Traspàs               | No revelat      | [ 193 ] |
| 31 agost 2021 | Héctor Bellerín | Arsenal FC              | Cessió                | Cessió          | [ 194 ] |

### Sortides
| Data          | Jugador     | A            | Tipus   | Preu   | Ref     |
| ------------- | ----------- | ------------ | ------- | ------ | ------- |
| 1 juliol 2021 | Emerson     | FC Barcelona | Traspàs | €9M    | [ 71 ]  |
| 1 juliol 2021 | Aïssa Mandi | Vila-real CF | Traspàs | Lliure | [ 195 ] |

## Reial Madrid
Entrenador:  Carlo Ancelotti (1a temporada)

### Entrades
| Data          | Jugador           | Procedència          | Tipus           | Preu            | Ref     |
| ------------- | ----------------- | -------------------- | --------------- | --------------- | ------- |
| 30 juny 2021  | Gareth Bale       | Tottenham Hotspur FC | Torna de cessió | Torna de cessió | [ 196 ] |
| 30 juny 2021  | Dani Ceballos     | Arsenal FC           | Torna de cessió | Torna de cessió | [ 197 ] |
| 30 juny 2021  | Brahim Díaz       | AC Milan             | Torna de cessió | Torna de cessió | [ 198 ] |
| 30 juny 2021  | Luka Jović        | Eintracht Frankfurt  | Torna de cessió | Torna de cessió | [ 199 ] |
| 30 juny 2021  | Takefusa Kubo     | Getafe CF            | Torna de cessió | Torna de cessió | [ 137 ] |
| 30 juny 2021  | Martin Ødegaard   | Arsenal FC           | Torna de cessió | Torna de cessió | [ 200 ] |
| 30 juny 2021  | Jesús Vallejo     | Granada CF           | Torna de cessió | Torna de cessió | [ 147 ] |
| 1 juliol 2021 | David Alaba       | FC Bayern de Múnic   | Traspàs         | Lliure          | [ 201 ] |
| 31 agost 2021 | Eduardo Camavinga | Stade Rennais FC     | Traspàs         | No revelat      | [ 202 ] |

### Sortides
| Data          | Jugador          | A                      | Tipus   | Preu   | Ref     |
| ------------- | ---------------- | ---------------------- | ------- | ------ | ------- |
| 8 juliol 2021 | Sergio Ramos     | Paris Saint-Germain FC | Traspàs | Lliure | [ 203 ] |
| 14 agost 2021 | Raphaël Varane   | Manchester United FC   | Traspàs | £34M   | [ 204 ] |
| 20 agost 2021 | Martin Ødegaard  | Arsenal FC             | Traspàs | £30M   | [ 205 ] |
| 28 agost 2021 | Álvaro Odriozola | ACF Fiorentina         | Cessió  | Cessió | [ 206 ] |

## Reial Societat
Entrenador:  Imanol Alguacil (4a temporada)

### Entrades
| Data           | Jugador          | Procedència                | Tipus           | Preu            | Ref     |
| -------------- | ---------------- | -------------------------- | --------------- | --------------- | ------- |
| 30 juny 2021   | Naïs Djouahra    | CD Mirandés                | Torna de cessió | Torna de cessió | [ 207 ] |
| 30 juny 2021   | Willian José     | Wolverhampton Wanderers FC | Torna de cessió | Torna de cessió | [ 208 ] |
| 30 juny 2021   | Kévin Rodrigues  | SD Eibar                   | Torna de cessió | Torna de cessió | [ 209 ] |
| 30 juny 2021   | Peter Pokorný    | Red Bull Salzburg          | Traspàs         | No revelat      | [ 210 ] |
| 30 juny 2021   | Andoni Zubiaurre | Cultural Leonesa           | Torna de cessió | Torna de cessió | [ 211 ] |
| 12 juliol 2021 | Mathew Ryan      | Brighton & Hove Albion FC  | Traspàs         | No revelat      | [ 212 ] |
| 26 juliol 2021 | Diego Rico       | AFC Bournemouth            | Traspàs         | No revelat      | [ 213 ] |

### Sortides
| Data          | Jugador           | A              | Tipus  | Preu   | Ref     |
| ------------- | ----------------- | -------------- | ------ | ------ | ------- |
| 8 agost 2021  | Kévin Rodrigues   | Rayo Vallecano | Cessió | Cessió | [ 214 ] |
| 10 agost 2021 | Martín Merquelanz | Rayo Vallecano | Cessió | Cessió | [ 215 ] |
| 26 agost 2021 | Jon Bautista      | CD Leganés     | Cessió | Cessió | [ 216 ] |
| 26 agost 2021 | Willian José      | CD Leganés     | Cessió | Cessió | [ 217 ] |
| 31 agost 2021 | Modibo Sagnan     | CD Tondela     | Cessió | Cessió | [ 218 ] |

## Sevilla
Entrenador:  Julen Lopetegui (3a temporada)

### Entrades
| Data           | Jugador          | Procedència                | Tipus           | Preu            | Ref     |
| -------------- | ---------------- | -------------------------- | --------------- | --------------- | ------- |
| 30 juny 2021   | Ibrahim Amadou   | Angers SCO                 | Torna de cessió | Torna de cessió | [ 219 ] |
| 30 juny 2021   | Guilherme Arana  | Atlético Mineiro           | Torna de cessió | Torna de cessió | [ 220 ] |
| 30 juny 2021   | Juan Berrocal    | CD Mirandés                | Torna de cessió | Torna de cessió | [ 221 ] |
| 30 juny 2021   | Bryan Gil        | SD Eibar                   | Torna de cessió | Torna de cessió | [ 222 ] |
| 30 juny 2021   | Oussama Idrissi  | AFC Ajax                   | Torna de cessió | Torna de cessió | [ 223 ] |
| 30 juny 2021   | José Alonso Lara | Deportivo de La Coruña     | Torna de cessió | Torna de cessió | [ 224 ] |
| 30 juny 2021   | Rony Lopes       | OGC Nice                   | Torna de cessió | Torna de cessió | [ 225 ] |
| 30 juny 2021   | Alejandro Pozo   | SD Eibar                   | Torna de cessió | Torna de cessió | [ 222 ] |
| 30 juny 2021   | Juan Soriano     | Màlaga CF                  | Torna de cessió | Torna de cessió | [ 226 ] |
| 4 juliol 2021  | Marko Dmitrović  | EIbar                      | Traspàs         | Lliure          | [ 227 ] |
| 26 juliol 2021 | Erik Lamela      | Tottenham Hotspur FC       | Traspàs         | Lliure          | [ 228 ] |
| 20 agost 2021  | Rafa Mir         | Wolverhampton Wanderers FC | Traspàs         | £13M            | [ 229 ] |

### Sortides
| Data           | Jugador      | A                    | Tipus   | Preu       | Ref     |
| -------------- | ------------ | -------------------- | ------- | ---------- | ------- |
| 1 juliol 2021  | Juan Soriano | CD Tenerife          | Traspàs | Lliure     | [ 230 ] |
| 26 juliol 2021 | Bryan Gil    | Tottenham Hotspur FC | Traspàs | No revelat | [ 231 ] |

## València
Entrenador:  José Bordalás (1a temporada)

### Entrades
| Data           | Jugador       | Procedència       | Tipus           | Preu            | Ref     |
| -------------- | ------------- | ----------------- | --------------- | --------------- | ------- |
| 30 juny 2021   | Javi Jiménez  | Albacete Balompié | Torna de cessió | Torna de cessió | [ 232 ] |
| 30 juny 2021   | Jorge Sáenz   | Celta de Vigo     | Torna de cessió | Torna de cessió | [ 110 ] |
| 30 juny 2021   | Rubén Sobrino | Cadis CF          | Torna de cessió | Torna de cessió | [ 97 ]  |
| 12 juliol 2021 | Omar Alderete | Hertha BSC        | Cessió          | Cessió          | [ 233 ] |
| 31 agost 2021  | Hélder Costa  | Leeds United FC   | Cessió          | Cessió          | [ 234 ] |

### Sortides
| Data           | Jugador         | A                          | Tipus           | Preu            | Ref     |
| -------------- | --------------- | -------------------------- | --------------- | --------------- | ------- |
| 30 juny 2021   | Patrick Cutrone | Wolverhampton Wanderers FC | Torna de cessió | Torna de cessió | [ 235 ] |
| 30 juny 2021   | Ferro           | SL Benfica                 | Torna de cessió | Torna de cessió | [ 236 ] |
| 30 juny 2021   | Christian Oliva | Cagliari Calcio            | Torna de cessió | Torna de cessió | [ 237 ] |
| 28 juliol 2021 | Jorge Sáenz     | Marítimo                   | Cessió          | Cessió          | [ 238 ] |

## Vila-real
Entrenador:  Unai Emery (2a temporada)

### Entrades
| Data           | Jugador           | Procedència          | Tipus                 | Preu            | Ref             |
| -------------- | ----------------- | -------------------- | --------------------- | --------------- | --------------- |
| 30 juny 2021   | Sofian Chakla     | Getafe CF            | Torna de cessió       | Torna de cessió | [ 135 ]         |
| 30 juny 2021   | Jorge Cuenca      | UD Almería           | Torna de cessió       | Torna de cessió | [ 239 ]         |
| 30 juny 2021   | Enric Franquesa   | Girona FC            | Torna de cessió       | Torna de cessió | [ 240 ]         |
| 30 juny 2021   | Miguel Ángel Leal | FC Groningen         | Torna de cessió       | Torna de cessió | [ 241 ]         |
| 30 juny 2021   | Mario González    | CD Tondela           | Torna de cessió       | Torna de cessió | [ 242 ]         |
| 30 juny 2021   | Iván Martín       | CD Mirandés          | Torna de cessió       | Torna de cessió | [ 243 ]         |
| 30 juny 2021   | Manu Morlanes     | UD Almería           | Torna de cessió       | Torna de cessió | [ 244 ]         |
| 30 juny 2021   | Javier Ontiveros  | SD Huesca            | Torna de cessió       | Torna de cessió | [ 245 ]         |
| 30 juny 2021   | Xavi Quintillà    | Norwich City FC      | Torna de cessió       | Torna de cessió | [ 246 ]         |
| 1 juliol 2021  | Juan Foyth        | Tottenham Hotspur FC | Clàusula de rescissió | €15M            | [ 247 ]         |
| 1 juliol 2021  | Aïssa Mandi       | Reial Betis          | Traspàs               | Lliure          | [ 195 ]         |
| 7 juliol 2021  | Manu Morlanes     | UD Almería           | Traspàs               | No revelat      | [ 248 ] [ 249 ] |
| 13 juliol 2021 | Boulaye Dia       | Stade Reims          | Traspàs               | No revelat      | [ 250 ]         |
| 19 agost 2021  | Arnaut Danjuma    | AFC Bournemouth      | Traspàs               | No revelat      | [ 251 ]         |

### Sortides
| Data           | Jugador         | A             | Tipus                 | Preu       | Ref             |
| -------------- | --------------- | ------------- | --------------------- | ---------- | --------------- |
| 1 juliol 2021  | Miguelón        | RCD Espanyol  | Clàusula de rescissió | €500K      | [ 112 ]         |
| 2 juliol 2021  | Enric Franquesa | Llevant UE    | Traspàs               | No revelat | [ 156 ]         |
| 7 juliol 2021  | Jaume Costa     | RCD Mallorca  | Traspàs               | Lliure     | [ 163 ]         |
| 7 juliol 2021  | Manu Morlanes   | UD Almería    | Traspàs               | No revelat | [ 248 ] [ 249 ] |
| 10 juliol 2021 | Iván Martín     | Alavés        | Cessió                | Cessió     | [ 11 ]          |
| 13 juliol 2021 | Carlos Bacca    | Granada CF    | Traspàs               | Lliure     | [ 143 ]         |
| 13 agost 2021  | Álex Millán     | Cercle Brugge | Cessió                | Cessió     | [ 252 ]         |
| 27 agost 2021  | Sofian Chakla   | OH Leuven     | Traspàs               | Lliure     | [ 253 ]         |